# Chipre nos Jogos Olímpicos de Verão de 2004
Chipre participou dos Jogos Olímpicos de Verão de 2004, realizados em Atenas, na Grécia. 
Foi a sétima aparição do país nos Jogos Olímpicos, onde foi representado por 20 atletas, sendo 13 deles homens e sete mulheres, que competiram em sete esportes.

## Competidores
Esta foi a participação por modalidade nesta edição:
| Esporte   | Masculino | Feminino | Total |
| --------- | --------- | -------- | ----- |
| Atletismo | 3         | 4        | 7     |
| Ciclismo  | 0         | 1        | 1     |
| Judô      | 1         | 0        | 1     |
| Natação   | 4         | 1        | 5     |
| Tênis     | 1         | 0        | 1     |
| Tiro      | 2         | 0        | 2     |
| Vela      | 2         | 1        | 3     |
| Total     | 13        | 7        | 20    |

## Desempenho

### Atletismo
Masculino
Eventos de pista
| Atleta                | Evento | Eliminatórias | Eliminatórias | Quartas de final | Quartas de final | Semifinal   | Semifinal   | Final       | Final       | Ref.  |
| Atleta                | Evento | Tempo         | Pos.          | Tempo            | Pos.             | Tempo       | Pos.        | Tempo       | Pos.        | Ref.  |
| --------------------- | ------ | ------------- | ------------- | ---------------- | ---------------- | ----------- | ----------- | ----------- | ----------- | ----- |
| Prodromos Katsantonis | 100 m  | 10.50         | 5º/bat. 8     | Não avançou      | Não avançou      | Não avançou | Não avançou | Não avançou | Não avançou | [ 4 ] |
| Anninos Marcoullides  | 200 m  | 23.94         | 7º/bat. 6     | Não avançou      | Não avançou      | Não avançou | Não avançou | Não avançou | Não avançou | [ 5 ] |

Eventos de campo
| Atleta           | Evento          | Eliminatórias | Eliminatórias | Final       | Final       | Ref.  |
| Atleta           | Evento          | Marca         | Pos.          | Marca       | Pos.        | Ref.  |
| ---------------- | --------------- | ------------- | ------------- | ----------- | ----------- | ----- |
| Kyriakos Ioannou | Salto em altura | 2.25          | =18º          | Não avançou | Não avançou | [ 6 ] |

Feminino
Eventos de pista
| Atleta            | Evento            | Eliminatórias | Eliminatórias | Quartas de final | Quartas de final | Semifinal   | Semifinal   | Final       | Final       | Ref.  |
| Atleta            | Evento            | Tempo         | Pos.          | Tempo            | Pos.             | Tempo       | Pos.        | Tempo       | Pos.        | Ref.  |
| ----------------- | ----------------- | ------------- | ------------- | ---------------- | ---------------- | ----------- | ----------- | ----------- | ----------- | ----- |
| Marilia Gregoriou | 200 m             | 23.23 Q       | 4º/bat. 5     | 23.65            | 7º/bat. 3        | Não avançou | Não avançou | Não avançou | Não avançou | [ 7 ] |
| Androula Sialou   | 400 m c/barreiras | 55.02 Q       | 4º/bat. 5     | —                | —                | 1:05.72     | 8º/bat. 2   | Não avançou | Não avançou | [ 8 ] |

Eventos de campo
| Atleta       | Evento                | Eliminatórias | Eliminatórias | Final       | Final       | Ref.   |
| Atleta       | Evento                | Marca         | Pos.          | Marca       | Pos.        | Ref.   |
| ------------ | --------------------- | ------------- | ------------- | ----------- | ----------- | ------ |
| Anna Fitídou | Salto com vara        | 4.15          | =24º          | Não avançou | Não avançou | [ 9 ]  |
| Eleni Teloni | Lançamento de martelo | NM            | NM            | Não avançou | Não avançou | [ 10 ] |

### Ciclismo Mountain Bike
Feminino
| Atleta           | Evento        | Tempo          | Pos. | Ref.   |
| ---------------- | ------------- | -------------- | ---- | ------ |
| Elina Sofokleous | Cross-country | LAP (2 voltas) | 24º  | [ 11 ] |

### Judô
Masculino
| Atleta                        | Evento | Fase de 32           | Oitavas de final     | Quartas de final     | Semifinal            | Repescagem 1–3       | Final                | Final       | Ref.   |
| Atleta                        | Evento | Adversário Resultado | Adversário Resultado | Adversário Resultado | Adversário Resultado | Adversário Resultado | Adversário Resultado | Pos.        | Ref.   |
| ----------------------------- | ------ | -------------------- | -------------------- | -------------------- | -------------------- | -------------------- | -------------------- | ----------- | ------ |
| Christodoulos Christodoulides | −73 kg | POR Neto D 0010–0011 | Não avançou          | Não avançou          | Não avançou          | Não avançou          | Não avançou          | Não avançou | [ 12 ] |

### Natação
Masculino
| Atleta                      | Evento       | Eliminatórias | Eliminatórias | Semifinal   | Semifinal   | Final       | Final       | Ref.   |
| Atleta                      | Evento       | Tempo         | Pos.          | Tempo       | Pos.        | Tempo       | Pos.        | Ref.   |
| --------------------------- | ------------ | ------------- | ------------- | ----------- | ----------- | ----------- | ----------- | ------ |
| Chrysanthos Papachrysanthou | 50 m livre   | 23.51         | 45º           | Não avançou | Não avançou | Não avançou | Não avançou | [ 13 ] |
| Alexandros Aresti           | 100 m livre  | 51.10         | 38º           | Não avançou | Não avançou | Não avançou | Não avançou | [ 14 ] |
| Alexandros Aresti           | 200 m livre  | 1:53.90       | 44º           | Não avançou | Não avançou | Não avançou | Não avançou | [ 15 ] |
| Kyriakos Dimosthenous       | 100 m peito  | 1:05.54       | 46º           | Não avançou | Não avançou | Não avançou | Não avançou | [ 16 ] |
| Georgios Dimitriadis        | 200 m medley | 2:12.27       | 48º           | Não avançou | Não avançou | Não avançou | Não avançou | [ 17 ] |

Feminino
| Atleta             | Evento          | Eliminatórias | Eliminatórias | Semifinal   | Semifinal   | Final       | Final       | Ref.   |
| Atleta             | Evento          | Tempo         | Pos.          | Tempo       | Pos.        | Tempo       | Pos.        | Ref.   |
| ------------------ | --------------- | ------------- | ------------- | ----------- | ----------- | ----------- | ----------- | ------ |
| Maria Papadopoulou | 100 m borboleta | 1:02.01       | 29º           | Não avançou | Não avançou | Não avançou | Não avançou | [ 18 ] |

### Tênis
Masculino
| Atleta           | Evento  | Fase de 64                      | Fase de 32                 | Oitavas de final     | Quartas de final     | Semifinal            | Final                | Final       | Ref.   |
| Atleta           | Evento  | Adversário Resultado            | Adversário Resultado       | Adversário Resultado | Adversário Resultado | Adversário Resultado | Adversário Resultado | Pos.        | Ref.   |
| ---------------- | ------- | ------------------------------- | -------------------------- | -------------------- | -------------------- | -------------------- | -------------------- | ----------- | ------ |
| Marcos Baghdatis | Simples | FRA Carraz V 5–7, 7–6(7–5), 7–5 | GER Kiefer D 2–6, 6–3, 3–6 | Não avançou          | Não avançou          | Não avançou          | Não avançou          | Não avançou | [ 19 ] |

### Tiro
Masculino
| Atleta             | Evento | Eliminatórias | Eliminatórias | Final       | Final       | Ref.   |
| Atleta             | Evento | Pontos        | Pos.          | Pontos      | Pos.        | Ref.   |
| ------------------ | ------ | ------------- | ------------- | ----------- | ----------- | ------ |
| Georgios Achilleos | Skeet  | 121           | =8º           | Não avançou | Não avançou | [ 20 ] |
| Antonis Nikolaidis | Skeet  | 119           | =21º          | Não avançou | Não avançou | [ 20 ] |

### Vela
Masculino
| Atleta           | Evento  | Regatas | Regatas | Regatas | Regatas | Regatas | Regatas | Regatas | Regatas | Regatas | Regatas | Regatas | Pontos | Pos. | Ref.   |
| Atleta           | Evento  | 1       | 2       | 3       | 4       | 5       | 6       | 7       | 8       | 9       | 10      | M       | Pontos | Pos. | Ref.   |
| ---------------- | ------- | ------- | ------- | ------- | ------- | ------- | ------- | ------- | ------- | ------- | ------- | ------- | ------ | ---- | ------ |
| Andreas Cariolou | Mistral | 3       | 21      | 6       | 20      | 7       | 18      | 13      | 11      | 24      | 16      | 21      | 136    | 13º  | [ 21 ] |

Feminino
| Atleta                   | Evento  | Regatas | Regatas | Regatas | Regatas | Regatas | Regatas | Regatas | Regatas | Regatas | Regatas | Regatas | Pontos | Pos. | Ref.   |
| Atleta                   | Evento  | 1       | 2       | 3       | 4       | 5       | 6       | 7       | 8       | 9       | 10      | M       | Pontos | Pos. | Ref.   |
| ------------------------ | ------- | ------- | ------- | ------- | ------- | ------- | ------- | ------- | ------- | ------- | ------- | ------- | ------ | ---- | ------ |
| Gavriella Chatzidamianou | Mistral | 21      | DNF     | 18      | 23      | 16      | 19      | 19      | 17      | 22      | 23      | 17      | 195    | 21º  | [ 22 ] |

Aberto
| Atleta             | Evento | Regatas | Regatas | Regatas | Regatas | Regatas | Regatas | Regatas | Regatas | Regatas | Regatas | Regatas | Pontos | Pos. | Ref.   |
| Atleta             | Evento | 1       | 2       | 3       | 4       | 5       | 6       | 7       | 8       | 9       | 10      | M       | Pontos | Pos. | Ref.   |
| ------------------ | ------ | ------- | ------- | ------- | ------- | ------- | ------- | ------- | ------- | ------- | ------- | ------- | ------ | ---- | ------ |
| Haris Papadopoulos | Laser  | 25      | DNS     | 27      | 9       | OCS     | 16      | 7       | 10      | 30      | 38      | 39      | 244    | 28º  | [ 23 ] |

Legenda
| Recorde mundial      | Recorde mundial (World record)               |                       | Recorde africano                      | Recorde africano (African) |                                           | Q | Classificado por posição (Qualified) |
| Recorde olímpico     | Recorde olímpico (Olympic record)            | Recorde da América    | Recorde da América (Americas)         | q                          | Classificado por melhor tempo (Qualified) |   |                                      |
| Melhor marca do ano  | Melhor marca do ano (World leading)          | Recorde asiático      | Recorde asiático (Asian)              | DNS                        | Não largou (Did not start)                |   |                                      |
| Recorde nacional     | Recorde nacional (National record)           | Recorde europeu       | Recorde europeu (European)            | DNF                        | Não terminou (Did not finish)             |   |                                      |
| Recorde pessoal      | Recorde pessoal do atleta (Personal best)    | Recorde da Oceania    | Recorde da Oceania (Oceania)          | DSQ / DQ                   | Desclassificado (Disqualified)            |   |                                      |
| Recorde da temporada | Recorde da temporada do atleta (Season best) | Recorde sul-americano | Recorde sul-americano (South America) | NM                         | Sem marca (No mark)                       |   |                                      |

| M   | Regata da Medalha da qual só participam os dez primeiros colocados das regatas anteriores  |  |  | CAN | Regata cancelada |
| BFD | Desclassificado por bandeira preta (Black Flag Disqualified)                               |  |  |     |                  |
| UFD | Desclassificado por bandeira "U" (U Flag Disqualified)                                     |  |  |     |                  |
| OCS | Largada queimada (On the Course Side of the starting line)                                 |  |  |     |                  |
| DNE | Desclassificação sem eliminação (infração a um item do regulamento da prova – Did Not End) |  |  |     |                  |